# NGC 649
NGC 649 je galaksija u zviježđu Kit.

## Vanjske poveznice
- SEDS: NGC 0649